# Canet (Hérault)
Canet is een gemeente in het Franse departement Hérault (regio Occitanie). De plaats maakt deel uit van het arrondissement Lodève. Canet telde op 1 januari 2022 3.600 inwoners.

## Geografie
De oppervlakte van Canet bedroeg op 1 januari 2022 7,33 vierkante kilometer; de bevolkingsdichtheid was toen 491,1 inwoners per km².

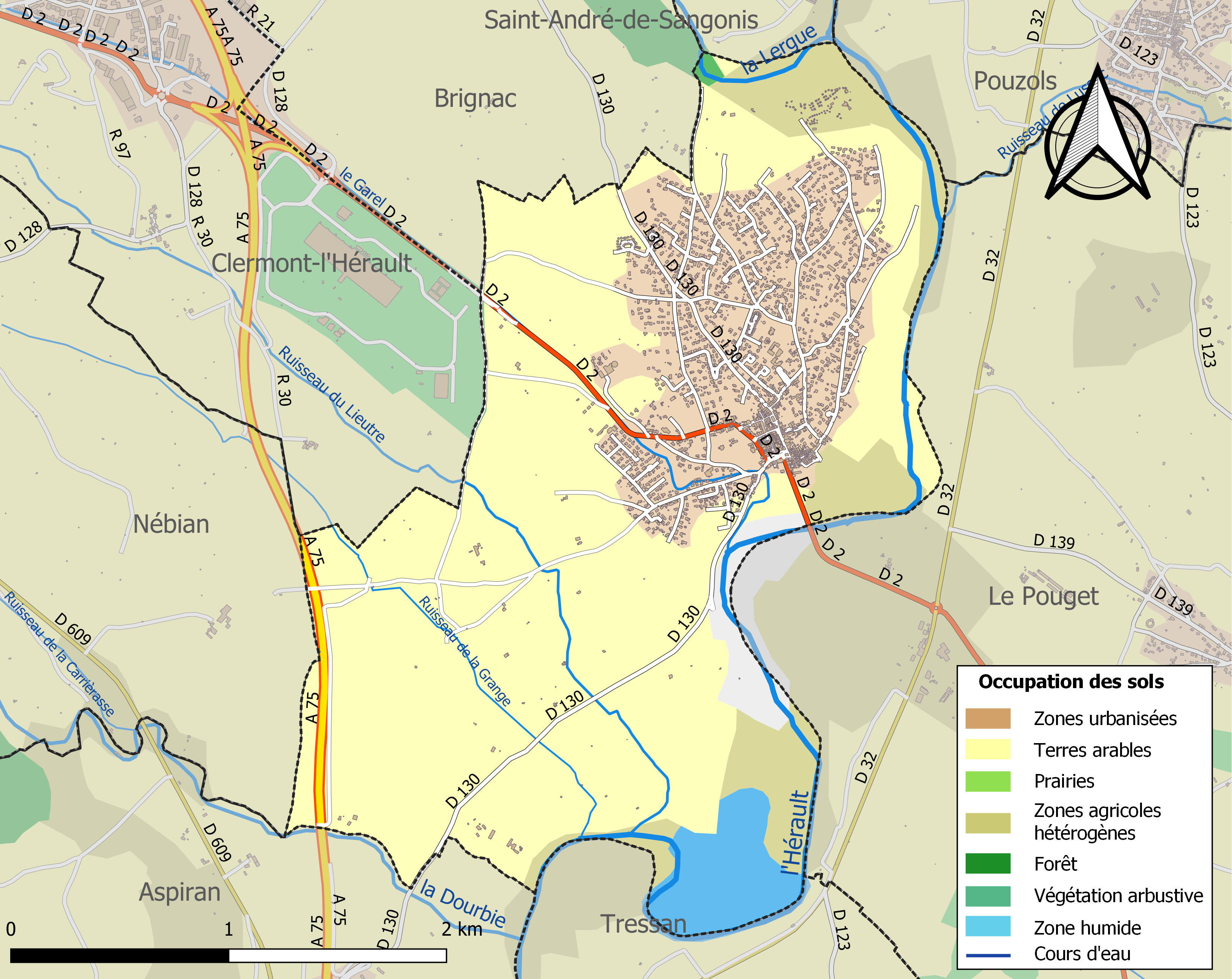
Kaart van de gemeente met belangrijkste infrastructuur, bodemgebruik en omliggende gemeenten

## Demografie
Onderstaande figuur toont het verloop van het inwonertal (bron: INSEE-tellingen).